# 2018-as Formula–1 szingapúri nagydíj
A szingapúri nagydíj volt a 2018-as Formula–1 világbajnokság tizenötödik futama, amelyet 2018. szeptember 14. és szeptember 16. között rendeztek meg a Singapore Street Circuit versenypályán, Szingapúrban.

## Választható keverékek
| Abroncs           | Friss | Használt |
| ----------------- | ----- | -------- |
| Lágy keverék      |       |          |
| Ultralágy keverék |       |          |
| Hiperlágy keverék |       |          |
| Átmeneti esőgumi  |       |          |
| Teljes esőgumi    |       |          |

## Szabadedzések

### Első szabadedzés
A szingapúri nagydíj első szabadedzését szeptember 14-én, pénteken délután tartották.
| helyezés | versenyző         | csapat/motor         | elért idő | különbség | futott kör |
| -------- | ----------------- | -------------------- | --------- | --------- | ---------- |
| 1        | Daniel Ricciardo  | Red Bull-TAG Heuer   | 1:39,711  | −         | 27         |
| 2        | Max Verstappen    | Red Bull-TAG Heuer   | 1:39,912  | +0,201    | 27         |
| 3        | Sebastian Vettel  | Ferrari              | 1:39,997  | +0,286    | 23         |
| 4        | Kimi Räikkönen    | Ferrari              | 1:40,486  | +0,775    | 21         |
| 5        | Nico Hülkenberg   | Renault              | 1:41,105  | +1,394    | 26         |
| 6        | Lewis Hamilton    | Mercedes             | 1:41,232  | +1,521    | 28         |
| 7        | Carlos Sainz Jr.  | Renault              | 1:41,329  | +1,618    | 23         |
| 8        | Valtteri Bottas   | Mercedes             | 1:41,429  | +1,718    | 28         |
| 9        | Charles Leclerc   | Sauber-Ferrari       | 1:42,035  | +2,324    | 24         |
| 10       | Romain Grosjean   | Haas-Ferrari         | 1:42,108  | +2,397    | 21         |
| 11       | Marcus Ericsson   | Sauber-Ferrari       | 1:42,408  | +2,697    | 23         |
| 12       | Sergio Pérez      | Force India-Mercedes | 1:42,412  | +2,701    | 25         |
| 13       | Kevin Magnussen   | Haas-Ferrari         | 1:42,452  | +2,741    | 20         |
| 14       | Fernando Alonso   | McLaren-Renault      | 1:42,630  | +2,919    | 23         |
| 15       | Esteban Ocon      | Force India-Mercedes | 1:43,177  | +3,466    | 25         |
| 16       | Pierre Gasly      | Toro Rosso-Honda     | 1:43,240  | +3,529    | 25         |
| 17       | Brendon Hartley   | Toro Rosso-Honda     | 1:43,485  | +3,774    | 30         |
| 18       | Lance Stroll      | Williams-Mercedes    | 1:43,849  | +4,138    | 30         |
| 19       | Szergej Szirotkin | Williams-Mercedes    | 1:44,036  | +4,325    | 29         |
| 20       | Stoffel Vandoorne | McLaren-Renault      | 1:45,160  | +5,449    | 11         |

### Második szabadedzés
A szingapúri nagydíj második szabadedzését szeptember 14-én, pénteken este tartották.
| helyezés | versenyző         | csapat/motor         | elért idő | különbség | futott kör |
| -------- | ----------------- | -------------------- | --------- | --------- | ---------- |
| 1        | Kimi Räikkönen    | Ferrari              | 1:38,699  | −         | 35         |
| 2        | Lewis Hamilton    | Mercedes             | 1:38,710  | +0,011    | 20         |
| 3        | Max Verstappen    | Red Bull-TAG Heuer   | 1:39,221  | +0,522    | 28         |
| 4        | Daniel Ricciardo  | Red Bull-TAG Heuer   | 1:39,309  | +0,610    | 33         |
| 5        | Valtteri Bottas   | Mercedes             | 1:39,368  | +0,669    | 33         |
| 6        | Carlos Sainz Jr.  | Renault              | 1:40,274  | +1,575    | 36         |
| 7        | Romain Grosjean   | Haas-Ferrari         | 1:40,384  | +1,685    | 33         |
| 8        | Fernando Alonso   | McLaren-Renault      | 1:40,459  | +1,760    | 31         |
| 9        | Sebastian Vettel  | Ferrari              | 1:40,633  | +1,934    | 12         |
| 10       | Nico Hülkenberg   | Renault              | 1:40,668  | +1,969    | 35         |
| 11       | Sergio Pérez      | Force India-Mercedes | 1:40,774  | +2,075    | 30         |
| 12       | Marcus Ericsson   | Sauber-Ferrari       | 1:40,812  | +2,113    | 37         |
| 13       | Esteban Ocon      | Force India-Mercedes | 1:40,870  | +2,171    | 33         |
| 14       | Charles Leclerc   | Sauber-Ferrari       | 1:41,062  | +2,363    | 37         |
| 15       | Kevin Magnussen   | Haas-Ferrari         | 1:41,154  | +2,455    | 32         |
| 16       | Stoffel Vandoorne | McLaren-Renault      | 1:41,164  | +2,465    | 32         |
| 17       | Brendon Hartley   | Toro Rosso-Honda     | 1:41,542  | +2,843    | 38         |
| 18       | Pierre Gasly      | Toro Rosso-Honda     | 1:41,615  | +2,916    | 36         |
| 19       | Lance Stroll      | Williams-Mercedes    | 1:42,141  | +3,442    | 17         |
| 20       | Szergej Szirotkin | Williams-Mercedes    | 1:42,181  | +3,482    | 36         |

### Harmadik szabadedzés
A szingapúri nagydíj harmadik szabadedzését szeptember 15-én, szombaton este tartották.
| helyezés | versenyző         | csapat/motor         | elért idő | különbség | futott kör |
| -------- | ----------------- | -------------------- | --------- | --------- | ---------- |
| 1        | Sebastian Vettel  | Ferrari              | 1:38,054  | −         | 19         |
| 2        | Kimi Räikkönen    | Ferrari              | 1:38,416  | +0,362    | 16         |
| 3        | Lewis Hamilton    | Mercedes             | 1:38,558  | +0,504    | 14         |
| 4        | Valtteri Bottas   | Mercedes             | 1:38,603  | +0,549    | 17         |
| 5        | Daniel Ricciardo  | Red Bull-TAG Heuer   | 1:39,186  | +1,132    | 14         |
| 6        | Max Verstappen    | Red Bull-TAG Heuer   | 1:39,265  | +1,211    | 10         |
| 7        | Romain Grosjean   | Haas-Ferrari         | 1:39,747  | +1,693    | 14         |
| 8        | Esteban Ocon      | Force India-Mercedes | 1:40,073  | +2,019    | 14         |
| 9        | Sergio Pérez      | Force India-Mercedes | 1:40,231  | +2,177    | 14         |
| 10       | Fernando Alonso   | McLaren-Renault      | 1:40,254  | +2,200    | 10         |
| 11       | Nico Hülkenberg   | Renault              | 1:40,450  | +2,396    | 17         |
| 12       | Kevin Magnussen   | Haas-Ferrari         | 1:40,559  | +2,505    | 13         |
| 13       | Carlos Sainz Jr.  | Renault              | 1:40,591  | +2,537    | 14         |
| 14       | Pierre Gasly      | Toro Rosso-Honda     | 1:40,686  | +2,632    | 16         |
| 15       | Stoffel Vandoorne | McLaren-Renault      | 1:40,798  | +2,744    | 15         |
| 16       | Charles Leclerc   | Sauber-Ferrari       | 1:40,915  | +2,861    | 20         |
| 17       | Brendon Hartley   | Toro Rosso-Honda     | 1:41,562  | +3,508    | 18         |
| 18       | Szergej Szirotkin | Williams-Mercedes    | 1:41,884  | +3,830    | 19         |
| 19       | Marcus Ericsson   | Sauber-Ferrari       | 1:41,953  | +3,899    | 18         |
| 20       | Lance Stroll      | Williams-Mercedes    | 1:42,220  | +4,166    | 18         |

## Időmérő edzés
A szingapúri nagydíj időmérő edzését szeptember 15-én, szombaton éjszaka futották.
| helyezés              | rajtszám | versenyző         | csapat/motor         | 1. rész  | 2. rész  | 3. rész  | rajthely | futott kör |
| --------------------- | -------- | ----------------- | -------------------- | -------- | -------- | -------- | -------- | ---------- |
| 1                     | 44       | Lewis Hamilton    | Mercedes             | 1:39,403 | 1:37,344 | 1:36,015 | 1        | 17         |
| 2                     | 33       | Max Verstappen    | Red Bull-TAG Heuer   | 1:38,751 | 1:37,214 | 1:36,334 | 2        | 14         |
| 3                     | 5        | Sebastian Vettel  | Ferrari              | 1:38,218 | 1:37,876 | 1:36,628 | 3        | 17         |
| 4                     | 77       | Valtteri Bottas   | Mercedes             | 1:39,291 | 1:37,254 | 1:36,702 | 4        | 20         |
| 5                     | 7        | Kimi Räikkönen    | Ferrari              | 1:38,534 | 1:37,194 | 1:36,794 | 5        | 17         |
| 6                     | 3        | Daniel Ricciardo  | Red Bull-TAG Heuer   | 1:38,153 | 1:37,406 | 1:36,996 | 6        | 12         |
| 7                     | 11       | Sergio Pérez      | Force India-Mercedes | 1:38,814 | 1:38,342 | 1:37,985 | 7        | 19         |
| 8                     | 8        | Romain Grosjean   | Haas-Ferrari         | 1:38,685 | 1:38,367 | 1:38,320 | 8        | 15         |
| 9                     | 31       | Esteban Ocon      | Force India-Mercedes | 1:38,912 | 1:38,534 | 1:38,365 | 9        | 20         |
| 10                    | 27       | Nico Hülkenberg   | Renault              | 1:38,932 | 1:38,450 | 1:38,588 | 10       | 18         |
| 11                    | 14       | Fernando Alonso   | McLaren-Renault      | 1:39,022 | 1:38,641 |          | 11       | 12         |
| 12                    | 55       | Carlos Sainz Jr.  | Renault              | 1:39,103 | 1:38,716 |          | 12       | 12         |
| 13                    | 16       | Charles Leclerc   | Sauber-Ferrari       | 1:39,206 | 1:38,747 |          | 13       | 14         |
| 14                    | 9        | Marcus Ericsson   | Sauber-Ferrari       | 1:39,366 | 1:39,453 |          | 14       | 14         |
| 15                    | 10       | Pierre Gasly      | Toro Rosso-Honda     | 1:39,614 | 1:39,691 |          | 15       | 13         |
| 16                    | 20       | Kevin Magnussen   | Haas-Ferrari         | 1:39,644 |          |          | 16       | 6          |
| 17                    | 28       | Brendon Hartley   | Toro Rosso-Honda     | 1:39,809 |          |          | 17       | 8          |
| 18                    | 2        | Stoffel Vandoorne | McLaren-Renault      | 1:39,864 |          |          | 18       | 8          |
| 19                    | 35       | Szergej Szirotkin | Williams-Mercedes    | 1:41,263 |          |          | 19       | 8          |
| 20                    | 18       | Lance Stroll      | Williams-Mercedes    | 1:41,334 |          |          | 20       | 6          |
| 107%-os idő: 1:45,023 |          |                   |                      |          |          |          |          |            |

## Futam
A szingapúri nagydíj futama szeptember 16-án, vasárnap este rajtolt.
| helyezés | rajtszám | versenyző         | csapat/motor         | futott kör | idő/kiesés oka | rajthely | abroncs | pont |
| -------- | -------- | ----------------- | -------------------- | ---------- | -------------- | -------- | ------- | ---- |
| 1        | 44       | Lewis Hamilton    | Mercedes             | 61         | 1:51:11,611    | 1        |         | 25   |
| 2        | 33       | Max Verstappen    | Red Bull-TAG Heuer   | 61         | +8,961         | 2        |         | 18   |
| 3        | 5        | Sebastian Vettel  | Ferrari              | 61         | +39,945        | 3        |         | 15   |
| 4        | 77       | Valtteri Bottas   | Mercedes             | 61         | +51,930        | 4        |         | 12   |
| 5        | 7        | Kimi Räikkönen    | Ferrari              | 61         | +53,001        | 5        |         | 10   |
| 6        | 3        | Daniel Ricciardo  | Red Bull-TAG Heuer   | 61         | +53,982        | 6        |         | 8    |
| 7        | 14       | Fernando Alonso   | McLaren-Renault      | 61         | +1:43,011      | 11       |         | 6    |
| 8        | 55       | Carlos Sainz Jr.  | Renault              | 60         | +1 kör         | 12       |         | 4    |
| 9        | 16       | Charles Leclerc   | Sauber-Ferrari       | 60         | +1 kör         | 13       |         | 2    |
| 10       | 27       | Nico Hülkenberg   | Renault              | 60         | +1 kör         | 10       |         | 1    |
| 11       | 9        | Marcus Ericsson   | Sauber-Ferrari       | 60         | +1 kör         | 14       |         |      |
| 12       | 2        | Stoffel Vandoorne | McLaren-Renault      | 60         | +1 kör         | 18       |         |      |
| 13       | 10       | Pierre Gasly      | Toro Rosso-Honda     | 60         | +1 kör         | 15       |         |      |
| 14       | 18       | Lance Stroll      | Williams-Mercedes    | 60         | +1 kör         | 20       |         |      |
| 15       | 8        | Romain Grosjean   | Haas-Ferrari         | 60         | +1 kör[1]      | 8        |         |      |
| 16       | 11       | Sergio Pérez      | Force India-Mercedes | 60         | +1 kör         | 7        |         |      |
| 17       | 28       | Brendon Hartley   | Toro Rosso-Honda     | 60         | +1 kör         | 17       |         |      |
| 18       | 20       | Kevin Magnussen   | Haas-Ferrari         | 59         | +2 kör         | 16       |         |      |
| 19       | 35       | Szergej Szirotkin | Williams-Mercedes    | 59         | +2 kör         | 19       |         |      |
| ki       | 31       | Esteban Ocon      | Force India-Mercedes | 0          | baleset        | 9        |         |      |

Megjegyzés:
- ↑ 1:  — Romain Grosjean a 14. helyen ért célba, ám utólag hozzáírtak 5 másodperc büntetést az idejéhez a kék zászlók figyelmen kívül hagyásáért, ezzel visszacsúszott a 15. helyre.[4]

## A világbajnokság állása a verseny után
| H   | Versenyzők       | Pont | H   | Konstruktőrök        | Pont |
| --- | ---------------- | ---- | --- | -------------------- | ---- |
| 1.  | Lewis Hamilton   | 281  | 1.  | Mercedes             | 452  |
| 2.  | Sebastian Vettel | 241  | 2.  | Ferrari              | 415  |
| 3.  | Kimi Räikkönen   | 174  | 3.  | Red Bull-TAG Heuer   | 274  |
| 4.  | Valtteri Bottas  | 171  | 4.  | Renault              | 91   |
| 5.  | Max Verstappen   | 148  | 5.  | Haas-Ferrari         | 76   |
| 6.  | Daniel Ricciardo | 126  | 6.  | McLaren-Renault      | 58   |
| 7.  | Nico Hülkenberg  | 53   | 7.  | Force India-Mercedes | 32   |
| 8.  | Fernando Alonso  | 50   | 8.  | Toro Rosso-Honda     | 30   |
| 9.  | Kevin Magnussen  | 49   | 9.  | Sauber-Ferrari       | 21   |
| 10. | Sergio Pérez     | 46   | 10. | Williams-Mercedes    | 7    |

(A teljes táblázat)

## Statisztikák
- Vezető helyen:
  - Lewis Hamilton: 49 kör (1-14 és 27-61)
  - Max Verstappen: 3 kör (15-17)
  - Kimi Räikkönen: 4 kör (18-21)
  - Daniel Ricciardo: 5 kör (22-26)
- Lewis Hamilton 79. pole-pozíciója és 69. futamgyőzelme.
- Kevin Magnussen 1. versenyben futott leggyorsabb köre.
- A Mercedes 83. futamgyőzelme.
- Lewis Hamilton 129., Max Verstappen 17., Sebastian Vettel 108. dobogós helyezése.
- Nico Hülkenberg 150.,[5] Max Verstappen, Carlos Sainz Jr. és Kevin Magnussen 75. nagydíja.